# Петрунин, Евдоким Фёдорович
Евдоки́м Фёдорович Петру́нин (31 июля 1904, д. Сысоевка, Смоленская губерния — 2 сентября 1959, Тамбов) — командир 29-й отдельной истребительно-противотанковой артиллерийской бригады Резерва Главного Командования 47-й армии Воронежского фронта, подполковник, Герой Советского Союза.

## Биография
Родился 31 июля 1904 года в семье крестьянина. Русский. Работал на станции Пригорье Рославльского района. В 1928 году окончил двухгодичную партшколу.
В Красной Армии с 1926 года. В 1930 году окончил Минскую артиллерийскую школу. На фронтах Великой Отечественной войны с июня 1941 года.
В августе 1943 года после успешного оборонительного сражения на южном выступе Курской дуги войска Воронежского фронта перешли в контрнаступление. 11 августа 1943 года части 4-го гвардейского танкового корпуса с ходу атаковали город Ахтырку Сумской области.
Командование Воронежским фронтом выдвинуло в полосу наступления 40-й армии из своего резерва 47-ю армию, в составе которой была 29-я бригада подполковника Петрунина. Бригада получила задачу поддерживать наступление стрелковых частей и соединений армии в направлении Олешня — Чупаховка — Зеньков с последующим выходом в тыл противника в районе Чупаховки. Через несколько дней враг нанес удар по войскам 27-й армии, прорвал нашу оборону и его танки подошли к Каплуновке.
Артиллеристы подполковника Е. Ф. Петрунина вместе со стрелковыми и танковыми частями 47-й армии, уничтожая на своем пути вражеские заслоны, сумели 22 августа 1943 года выйти в район Чупаховки и создали угрозу окружения Ахтырской группировки противника. Ночью 25 августа советские войны вынудили немцев оставить Ахтырку. В это время наши артиллеристы в районе Вороновщины и Богунов отбивали яростные атаки вражеских танков, рвавшихся на помощь своим частям. В течение суток артиллеристы отбили несколько атак противника, уничтожили двенадцать танков, несколько самоходных орудий и сотни солдат и офицеров.
Смелые и решительные действия артиллеристов подполковника Е. Ф. Петрунина дали возможность резервной дивизии 47-й армии своевременно выйти в заданный район и занять оборону. В этом бою командир бригады был тяжело ранен в голову.
Указом Президиума Верховного Совета СССР от 24 декабря 1943 года за умелое руководство боевыми действиями бригады, личное мужество и стойкость в боях против немецко-фашистских захватчиков, подполковнику Петрунину Евдокиму Фёдоровичу присвоено звание Героя Советского Союза с вручением ордена Ленина и медали «Золотая Звезда» под номером 2351.
С 1946 года полковник Е. Ф. Петрунин — в запасе. Жил и работал в городе Тамбове. Скончался 2 сентября 1959 года.